# Matrice triangulaire

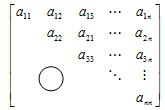
algèbre linéaire

En algèbre linéaire, une matrice triangulaire est une matrice carrée dont tous les coefficients sont nuls d’un côté ou de l’autre de la diagonale principale. C’est en particulier le cas si la matrice est diagonale. Une matrice est triangulaire stricte si elle est triangulaire et que tous ses coefficients diagonaux sont nuls.

## Remarque préliminaire
Dans ce qui suit, on considérera un anneau unitaire R non forcément commutatif, des R-modules à gauche et des R-modules à droite. Le lecteur qui n'est pas familier avec les anneaux non commutatifs et les modules à gauche ou à droite peut supposer que l'anneau R est commutatif et ne pas lire les passages où l'hypothèse contraire est faite. Si l'anneau R est commutatif, les R-modules à gauche et les R-modules à droite coïncident et sont simplement les R-modules. De même, le lecteur qui n'est pas familier avec les modules peut supposer que R est un corps et ne pas lire les passages où l'hypothèse contraire est faite. Si R est un corps, les R-modules à gauche (resp. à droite) sont les R-espaces vectoriels à gauche (resp. à droite). Enfin, si le lecteur n'est pas familier avec les corps non commutatifs et les espaces vectoriels à gauche et à droite, il peut supposer que R est un corps commutatif et ne pas lire les passages où des hypothèses contraires sont faites. Si R est un corps commutatif, les R-modules à gauche et à droite coïncident avec les R-espaces vectoriels.

## Matrices triangulaires supérieures
Soit R un anneau unitaire. Par définition, une matrice triangulaire supérieure à coefficients dans R est une matrice carrée à coefficients dans R dont les valeurs sous la diagonale principale sont nulles :
{\displaystyle A=(a_{i,j})={\begin{pmatrix}a_{1,1}&a_{1,2}&\cdots &\cdots &a_{1,n}\\0&a_{2,2}&&&a_{2,n}\\\vdots &\ddots &\ddots &&\vdots \\\vdots &&\ddots &\ddots &\vdots \\0&\cdots &\cdots &0&a_{n,n}\\\end{pmatrix}}}
A est triangulaire supérieure si et seulement si :
{\displaystyle \forall i>j,\quad a_{i,j}=0}

## Matrices triangulaires inférieures
Soit R un anneau unitaire. Par définition, une matrice triangulaire inférieure à coefficients dans R est une matrice carrée à coefficients dans R dont les valeurs au-dessus de la diagonale principale sont nulles :
{\displaystyle A=(a_{i,j})={\begin{pmatrix}a_{1,1}&0&\cdots &\cdots &0\\a_{2,1}&a_{2,2}&\ddots &&\vdots \\\vdots &&\ddots &\ddots &\vdots \\\vdots &&&\ddots &0\\a_{n,1}&a_{n,2}&\cdots &\cdots &a_{n,n}\\\end{pmatrix}}}
A est triangulaire inférieure si et seulement si :
{\displaystyle \forall i<j,\quad a_{i,j}=0.}

## Propriétés des matrices triangulaires
- La transposée d'une matrice triangulaire supérieure est une matrice triangulaire inférieure, et vice-versa.
- Une matrice triangulaire à la fois inférieure et supérieure est une matrice diagonale.
- Une matrice A ∈ Mn(R) strictement triangulaire, c'est-à-dire triangulaire et de coefficients diagonaux nuls, est nilpotente car An = 0[1].
- Si une matrice normale (à coefficients complexes) est triangulaire alors elle est diagonale[2],[3].

- Si A et B sont deux matrices triangulaires inférieures (respectivement supérieures) d'ordre n alors A + B et –A aussi. Dans le groupe abélien (Mn(R), +) des matrices à n lignes et n colonnes à coefficients dans R, les matrices qui sont triangulaires inférieures (respectivement supérieures) forment donc un sous-groupe.
- Si A est triangulaire inférieure (respectivement supérieure) alors λA et Aλ aussi, pour tout scalaire λ. Les matrices qui sont triangulaires inférieures (respectivement supérieures) forment donc un sous-bimodule du R-R-bimodule[4] Mn(R).
- Si A et B sont deux matrices triangulaires inférieures (respectivement supérieures) d'ordre n alors AB aussi.
- Puisque, dans Mn(R), la matrice identité est diagonale et donc à la fois triangulaire supérieure et triangulaire inférieure, les deux points précédents montrent que l'ensemble des matrices triangulaires supérieures (resp. inférieures) est un sous-anneau de Mn(R). Si l'anneau R est commutatif, ce sous-anneau est même une sous-algèbre (en général non commutative) de Mn(R)[5].
- Si A = (ai,j)i,j et B = (bi,j)i,j sont des matrices Mn(R) triangulaires supérieures (resp. inférieures), le i-ème coefficient diagonal de AB est ai,i bi,i. Autrement dit, la diagonale de AB est le produit composante par composante des diagonales de A et de B.
- Si l'anneau R est commutatif, le déterminant d'une matrice triangulaire à coefficients dans R est le produit de ses coefficients diagonaux :{\displaystyle \det \left((a_{i,j})_{(i,j)\in [\![1;n]\!]^{2}}\right)=\prod _{i=1}^{n}a_{i,i}.}(Si la matrice est triangulaire supérieure, développer suivant les mineurs de la première colonne et raisonner par récurrence sur la taille de la matrice. Si la matrice est triangulaire inférieure, développer suivant les mineurs de la première ligne.)
- Si R est un corps commutatif et A une matrice triangulaire à coefficients dans R, les valeurs propres de A sont ses coefficients diagonaux. (En effet la matrice X Id - A est, elle aussi, triangulaire, donc, d'après le point précédent, le déterminant de cette matrice, c'est-à-dire le polynôme caractéristique de A, est égal au produit des X – ai,i, où ai,i parcourt les coefficients diagonaux de A.)
- Si A est une matrice triangulaire supérieure (respectivement inférieure) appartenant à Mn(R) et si tous les coefficients diagonaux de A sont inversibles dans l'anneau R alors la matrice A est inversible dans l'anneau Mn(R). Dans ce cas, son inverse est aussi une matrice triangulaire supérieure (respectivement inférieure)[6]. Il résulte de l'avant-dernier point que les coefficients diagonaux de l'inverse de A sont alors les inverses des coefficients diagonaux de A et sont donc inversibles dans R. Donc les matrices triangulaires supérieures (respectivement inférieures) appartenant à Mn(R) dont les coefficients sont inversibles dans R forment un sous-groupe du groupe multiplicatif GL(n, R) (groupe multiplicatif des éléments inversibles de Mn(R)).
- La réciproque du premier énoncé du point précédent n'est pas vraie en toute généralité, en ce sens qu'on peut trouver un anneau R, un entier naturel n et une matrice triangulaire appartenant à Mn(R) qui soit inversible dans Mn(R) mais dont les coefficients diagonaux ne soient pas tous inversibles. (Nous verrons plus loin qu'un tel anneau ne peut pas être un corps et ne peut pas être commutatif.)

- En revanche, si l'anneau R est commutatif, si une matrice triangulaire à coefficients dans R est inversible, ses coefficients diagonaux sont inversibles. En effet, le déterminant de cette matrice est alors inversible. Nous avons vu que le déterminant de cette matrice est le produit de ses coefficients diagonaux, donc le produit des coefficients diagonaux est inversible, donc chaque coefficient diagonal est inversible.
- De même, si R est un corps (non forcément commutatif), si une matrice triangulaire à coefficients dans R est inversible, ses coefficients diagonaux sont inversibles, c'est-à-dire (puisque R est un corps) non nuls.

- L’ensemble des matrices triangulaires supérieures (resp. inférieures) strictes forme une algèbre nilpotente.